# 太刀川麻也
太刀川 麻也（たちかわ まや、1979年2月1日 - ）は、千葉県市川市出身の元女子自転車競技（トラックレース）選手。

## 来歴
千葉経済大学附属高等学校時代に自転車競技のキャリアをスタート。その後、明治大学、スーパーKアスリートラボと所属チームを変遷。
大学時代から国内では短距離種目の分野において無敵の存在。また国際大会においても、1997年のアジア選手権・スプリント ジュニア部門優勝、同年のジュニア世界選手権自転車競技大会・500m 8位、2002年のアジア大会・スプリント 2位などの実績を上げていた。
ところが2002年、予算縮小に起因する、部の存続をかけた実績作りのため、三協精機スケート部が自転車競技にも取り組みを見せたところ、同年開催のソルトレークシティオリンピック・スピードスケート代表の大菅小百合が、2004年開催のアテネオリンピックを睨んで本格的に自転車競技に取り組む方向を示したことで一変。2003年の全日本自転車競技選手権大会（西武園競輪場）では、連覇を続けてきた500mタイムトライアルとスプリントで、いずれも大菅の後塵を拝した。
さらに2003年、アテネ五輪の出場権をかけた世界選手権自転車競技大会・Bにおいて、スプリントで決勝に進出したものの、ブルガリアのエヴゲニヤ・ラダノヴァに敗れたため出場権を逸した。一方、大菅は同大会の500mタイムトライアルで優勝し、アテネ五輪出場を決めた。結局、オリンピック、世界選手権自転車競技大会を通じて参加実績があるのは、2004年の世界選手権・ケイリン（11位）だけだった。
しかし、大菅がアテネ五輪終了後、再びスピードスケートに専念するようになると、日本女子短距離界の第一人者としての存在感を取り戻し、2004年、2005年と全日本選手権の500mタイムトライアル及びスプリントの二冠を達成したが、2005年シーズンをもって第一線の座から退いた。

## 主な実績
- 全日本自転車競技選手権大会
  - 500mタイムトライアル - 1999年〜2002年、2004年〜2005年 優勝
  - スプリント - 2000年〜2002年、2004年〜2005年 優勝

- アジア競技大会
  - スプリント - 2002年 2位

- アジア自転車競技選手権大会
  - スプリント - 2001年、2002年 2位。2000年、2003年〜2004年 3位
  - スプリント（ジュニア） - 1997年 優勝
  - ケイリン - 2004年 優勝。2003年 2位
  - チームスプリント - 2003年 優勝。2004年 2位
  - 500mタイムトライアル - 2001年〜2003年 2位。2004年 3位

- 世界選手権自転車競技大会・B
  - スプリント - 2003年 2位